# Johan 1. af Holsten
Grev Johan I af Holsten (født 1229/1230, død 20 april 1263, begravet i Reinfeld kloster) var greve af Holsten 1239-1263, greve i Holsten-Kiel 1261-1263. Han var søn af grev Adolf IV af Holsten (død 1261) og Hedvig af Lippe (død 1246/1250).

## Biografi
Greve Johan I efterfulgte 1239 sin abdicerede fader i et regentskab sammen med broderen Gerhard. Johan, som ifølge Annales Stadenses var 16 år gammel i 1246, førte stadige krige med broderen og biskopperne af Minden. I 1261 gennemførtes en første deling af grevskabet Holsten med broderen Gerhard, hvorved Johan fik Kiel med Vagrien, Østholsten og Segeberg, mens Rendsburg, som Johan havde erobret tilbage fra Danmark, blev afstået til Gerhard.
Kampe om fogderier og besiddelsesrettigheder fortsatte og forstærkedes, da Johan blev broderens medregent i Schauenburg. I Slesvig støttede han søstersønnerne mod det danske kongehus og genvandt derved Rendsburg samt rettigheder i Ditmarsken. I modsætningerne med Danmark fik Johan støtte fra ærkebiskoppen af Bremen.
Lübeck anerkendte tidvis Johans overhøjhed og beskyttelse, og 1255 blev indgået en handelsaftale. Handelen voksede, hvilket udvidede den tyske kolonisation.

## Ægteskab og børn
Johan I giftede sig 1249/1250 med Elisabet (død 1293/1306), datter af hertug Albrecht I af Sachsen. Parret fik følgende børn:
1. Elisabeth af Holsten (død omkring 1284), gift med greve Nikolaus I af Schwerin-Wittenburg (død 1323)
2. Hedwig af Holsten (død 1305/1307), gift med markgreve Otto IV af Brandenburg (død 1308)
3. Adolf V af Holsten (død 1308), greve af Holsten
4. Johan II af Holsten (død 1320/1322), greve af Holsten
5. Agnes af Holsten (død 1286/1287), gift med fyrst Valdemar af Mecklenburg-Rostock (død 1282)
6. Albrecht af Schauenburg (død 1300), provst i Hamburgs katedral 1283